# Тёмный ветер
«Тёмный ветер» (англ. The Dark Wind) — кинофильм режиссёра Эррола Морриса, снятый в 1991 году. Экранизация одноимённого романа Тони Хиллермана. Моррис не закончил фильм из-за художественных разногласий с исполнительным продюсером Робертом Редфордом.

## Сюжет
Офицер-новичок Джим Чи служит в индейской резервации, на границе между территориями племён навахо и хопи. Ему дают не слишком важные поручения — разобраться с вандализмом в отношении ветряной мельницы и с воровством в местном магазинчике. Загадочность природы и образа жизни населения настраивают его на определённый лад. Внезапно в пустыне начинают происходить жестокие события: здесь разбивается одномоторный самолёт, перевозивший наркоторговца, а также Джим обнаруживает несколько трупов. Хотя это дело попадает под юрисдикцию ФБР, Джим не может удержаться и начинает собственное расследование...

## В ролях
- Лу Даймонд Филлипс — офицер Джим Чи
- Фред Уорд — лейтенант Джо Липхорн
- Джон Карлен — Джейк Уэст
- Гари Фармер — заместитель шерифа Альберт Дэши
- Мишель Траш — Ширли Топаха
- Гай Бойд — агент Джонсон
- Блейк Кларк — Бен Гейнс
- Гэри Басараба — Ларри